# Zemljin plašt
Zemljin plašt je debela ljuska, sastavljena od gustih stijena, koja okružuje vanjsku tekuću jezgru, a nalazi se direktno ispod relativno tanke  Zemljine kore. Proteže se do 2,900 km dubine i zauzima 70%  Zemljinoga volumena. 

## Struktura
Granica između kore i plašta naziva se Mohorovičićev diskontinuitet, skraćeno moho. Moho je granica na kojoj se brzina  seizmičkih valova iznenada mijenja. Dubina na kojoj se nalazi moho varira od 5 km ispod  oceana do 80 km u nekim planinskim regijama poput  Tibeta. Dio plašta koji se nalazi točno ispod kore sastavljen je od relativno hladnih i stoga snažnih stijena plašta. Ovaj snažni sloj izgrađen od kore i gornjeg plašta naziva se litosfera i također varira u dubini, ali u prosjeku se proteže do 100 km dubine.
Područje ispod litosfere koje se proteže do dubine od 250 km naziva se astenosfera. U tom području seizmički valovi putuju sporije, stoga se još i naziva zona sporijih brzina (LVZ – eng. low velocity zone). Zbog čega dolazi do usporavanja? Po nekim pretpostavkama, stijene u astenosferi su bliže točki  tališta nego one iznad ili ispod, a neki geolozi smatraju da su stijene u astenosferi djelomično rastaljene. Ako je to točno, onda je ta zona važna iz dva razloga: 
1. to je zona gdje se stvara magma;
2. stijene u to zoni imaju relativno malu snagu i zato mogu lakše plutati, što znači da astenosfera djeluje kao lubrikant za litosferne ploče.

## Karakteristike
Plašt se razlikuje od kore po svojim  mehaničkim svojstvima i  kemijskim sastavom. Ustvari, kora je prvenstveno produkt  taljenja plašta. Parcijalno taljenje materijala plašta uzrokuje pojavu da se inkompatibilni elementi izdvoje iz stijena plašta i skupa s rjeđim materijalom otplutaju do površine gdje se hlade i skrutnjavaju. Tipične stijene plašta imaju povišenu koncentraciju  željeza i  magnezija, a manju koncentraciju  silicija i  aluminija u odnosu na koru. 
Stijene plašta pliće od 400 km većinom se sastoje od  olivina,  piroksena,  spinela i  granata; tipične stijene su peridotiti, duniti, i eklogiti. Između 400 i 670 km dubine olivin nije stabilan pa nastaju  minerali iste kompozicije, ali stabilnije strukture pri uvjetima visokog tlaka i temperature. Ispod 670 km svi minerali iz gornjeg plašta postaju nestabilni. Prevladavaju minerali strukture  perovskita. Te promjene u mineraloškoj strukturi plašta vrlo lako se mogu uočiti promjenom u brzini seizmičkih valova. One mogu utjecati na  konvekciju plašta, jer rezultiraju promjenama u gustoći i stoga se može apsorbirati ili otpustiti latentna toplina kao i smanjiti ili povećati dubina polimorfnih faznih prijelaza za područja različitih temperatura. 
Zašto je unutarnja jezgra kruta, vanjska tekuća, a plašta krut/plastičan? Zato što agregatno stanje ovisi o relativnoj točki tališta različitih slojeva (jezgra se sastoji većinom od željeza i  nikla, a plašt i kora od silikata ), ali i o povišenju  temperature i  tlaka s povećanjem dubine. Na površini su  slitine željeza i nikla te silikati dovoljno hladni da bi se nalazili u krutome stanju. U gornjem plaštu silikati su većinom kruti, iako postoje manja područja s rastaljenom tvari (tzv. magmatske komore), a kako je gornji plašt vruć i pod relativnom malim tlakom, stijene tog područja imaju relativno malu viskoznost. Nasuprot tome, donji plašt je pod visokim tlakovima i stoga ima veću viskoznost nego gornji.  Metalna vanjska jezgra je u tekućem stanju usprkos većem tlaku nego u plaštu jer su za nikal i željezo točke tališta ispod onih za silikate. Unutarnja jezgra je u krutome stanju zbog ogromnih tlakova u središtu Zemlje.

## Temperatura
U plaštu se temperature kreću od 500°C do 900°C na granici s korom do više od 4000°C na  granici s jezgrom. Unatoč tome što su tako velike temperature daleko veće od temperatura tališta na površini, plašt je gotovo u potpunosti krut. Ogromni litostatski tlak u plaštu sprečava taljenje, zato što temperatura tališta raste s porastom tlaka.

## Kretanje
Zbog temperaturne razlike između Zemljine površine i vanjske jezgre sposobnosti kristaliziranih stijena da na visokim temperaturama i tlaku podliježu sporim, viskoznim deformacijama, u plaštu postoji cirkulirajući mehanizam konvekcije. Vrući materijal se izdiže, vjerojatno s granice s vanjskom jezgrom, dok hladniji i teži materijal tone. Za vrijeme uzdizanja materijal se hladi i adijabatski i  kondukcijom u hladnije dijelove plašta koji ga okružuju. Temperatura pada sa smanjenjem tlaka (koje je povezano s manjom dubinom), pa se toplina materijala raspodjeljuje na veći volumen. Pošto temperature tališta opadaju sa smanjenjem tlaka, moguće je da se parcijalno taljenje događa točno ispod  litosfere što uzrokuje vulkanizam i plutonizam. 
Konvekcija plašta je kaotičan proces (u smislu dinamike fluida) i sastavni je dio tektonike ploča. Tektoniku ploča nikako se ne bi smjelo miješati sa starijim terminom pomicanje kontinenata. Kretanje litosfere i plašta na kojemu leži su povezani jer je litosfera koja tone dominantna sila za pokretanje konvekcije u plaštu. Tektonika ploča je komplicirana veza između sila koje uzrokuju da oceanska kora tone i kretanja unutar plašta. 
Zbog relativno niske viskoznosti u gornjem plaštu, moglo bi se pretpostaviti da nema  potresa ispod dubine od 300 km. Međutim, u  zonama subdukcije, geotermalni gradijent može se smanjiti gdje hladni površinski materijal tone, što povećava snagu stijena plašta i uzrokuje pojavljivanje potresa na dubinama od 400 km do 600 km. 
Tlak na bazi plašta iznosi približno 136 GPa. Tlak se povećava s povećanjem dubine jer donji materijal mora držati težinu materijala iznad sebe. Cijeli plašt se deformira kao tekućina na dugim vremenskim skalama. Pretpostavlja se da viskoznost plašta iznosi između 1019 i 1024 Pas, ovisno o temperaturi, sastavu, stanju pritiska i mnogim drugim faktorima. Unatoč tome, gornji plašt teče vrlo sporo. Pod utjecajem snažnih sila može postati slabiji, što je možda jako važno u formiranju granica između  litosfernih ploča. 